# Antonio Navarro (músico)
Antonio Navarro Ladrón de Guevara (Elche, c. 1682 -¿Granada?, ¿?) fue un compositor y maestro de capilla español.

## Vida
Antonio Navarro debió nacer entre 1681 y 1684 en Elche, a donde su padre, Luis Navarro, procedente de Zaragoza, se había trasladado a la ciudad en 1678 como corneta de la iglesia de Santa María y estaba casado con su tercera esposa, Ana María Virendist. Los Navarro eran una familia de músicos probablemente originarios de Aragón. Antonio era hermanastro de Matías, Luis y Ana, hijos de la primera esposa de Antonio Navarro. También fue hermanastro de Ginés Navarro, distinto de su pariente Ginés Navarro. El año de nacimiento se ha calculado de su ingreso como como infante de morado de la capilla de música de la Catedral de Orihuela con unos 7 a 10 años el 7 de octubre de 1691. El 13 de diciembre de 1693 se le concedió la cota de colorado y se le menciona como «yermá del Mestre de Capilla», su hermanastro Matías. En 1694 ganaba 20 libras, la mitad de la dotación dedicada al pago de los infantes. Se despedía de la capilla de música de la Catedral de Orihuela, donde se formó musicalmente, en diciembre de 1695.
El 7 de diciembre de 1700 fue elegido maestro de capilla de la iglesia de Santa María de Elche. A la vez, se aprobaban una detallada serie de obligaciones del maestro, sus necesidades y el salario. No permaneció en el cargo más de 4 años, despidiéndose en 1704. En diciembre de 1705 su hermano Matías ocupaba el cargo brevemente, pasando luego unos meses a Pere Pau Benfi, para acabar finalmente, por tercera vez con Gregori Bufal.
En 1714 fue nombrado sin oposición maestro de capilla de la Colegiata del Salvador de Granada, donde ejerció el cargo hasta el 13 de diciembre de 1754. Durante estos 40 años dejó el cargo en dos ocasiones. En la primera ocasión fue elegido segundo maestro de capilla de la Capilla Real de Granada, siendo maestro Alonso de Blas Sandoval; cargo que no debía estar muy bien remunerado, ya que solo permaneció entre agosto de 1717 y marzo de 1718. La segunda interrupción fue para dirigir la recién creada capilla de música de la Universidad de Beneficiados de Granada, cargo que mantuvo entre julio de 1747 a agosto de 1750.
Durante su estancia en Granada ejerció de juez en diversas oposiciones, específicamente en la Catedral de Granada en 1726 y en la Capilla Real de Granada en 1755, en esta última para elegir al nuevo maestro de capilla, Pedro Furió. En 1730 también tuvo una disputa con algunos de sus ministriles que salían a tocar en «la casa de comedias todas las tardes con sus instrumentos, asistiendo a farsas de títeres que en ellas se representan». Era una actividad común de los músicos eclesiásticos para redondear su escaso salario. Los músicos, entre los que estaban Francisco Cuerva (chirimía, corneta y bajoncillo), Nicolás Pérez de Castañeda (violín y chirimía) y Manuel Eugena (bajón, violín y oboe), fueron apercibidos por el cabildo y se les prohibió participar en tales espectáculos bajo amenaza de multa y expulsión.
Se jubiló de su cargo en la Colegiata del Salvador de Granada en 1754.

## Obra

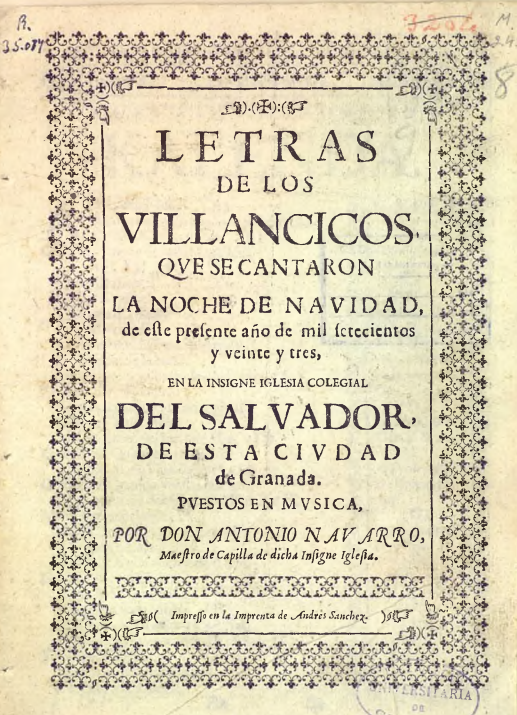
Letras de los villancicos, que se cantaron la Noche de Navidad, de este presente año de mil setecientos y veinte y tres, en la insigne Iglesia Colegial del Salvador de esta ciudad de Granada (1723)

La mayor parte de su obra fue religiosa. Se han conservado en la Colegiata del Salvador de Granada:
- Lauda, Jerusalem, salmo a 6 voces y acompañamiento;
- Misa, a 5 voces y acompañamiento;
- O Crux, ave, spes unica (1720), a cuatro voces;
- O Rex gloriae, motete a ocho voces, órgano y acompañamiento;
- Tadet animam mean, lección de difuntos con tenor, instrumentos de viento y acompañamiento;
- Tenebrae factae sunt (1720), motete a cuatro voces.

En 1723 publicó unos villancicos a los que había puesto música.
También hay noticias de composiciones seculares. El 30 de octubre de 1715 se interpretó una cantada con violines suya en un acto de la Universidad de Granada. En 1725 hay noticias de que compuso un texto de una ópera a cuatro voces, Cupido y Anteros, para la conmemoración de la boda de los marqueses del Salar.